# Daiki Asada
Daiki Asada (浅田 大樹 Asada Daiki?), född 5 april 1989 i Saitama prefektur, är en japansk fotbollsspelare.
Asada började sin karriär 2012 i Honda FC. 2014 flyttade han till FC Ryukyu. 2016 flyttade han till Fujieda MYFC.